# Pete Fenson
Pete Fenson (* 29. Februar 1968 in Bemidji, Minnesota) ist ein US-amerikanischer Curler.
Im Alter von 13 Jahren begann Fenson mit dem Curlingsport. Sein Vater Bob Fenson wurde 1979 amerikanischer Landesmeister und ist Trainer seiner Mannschaft. An der Weltmeisterschaft 1993 in Genf gewann Fenson die Bronzemedaille, 1995 wurde er Fünfter.
2003 gewann Fenson erneut die Landesmeisterschaft und erreichte im selben Jahr den achten Platz an der Weltmeisterschaft. Nach einem zweiten Platz im Jahr 2004 wurde er 2005 erneut Landesmeister. Der sechste Platz an der WM 2005 berechtigte sein Team zur Teilnahme am Turnier bei den Olympischen Winterspielen 2006; dort gewann er die Bronzemedaille.
Fenson ist Besitzer von zwei Pizza-Restaurants in Bemidji und Brainerd.